# Kwak Jae-yong
Kwak Jae-yong (sinh ngày 22 tháng 5 năm 1959) là một đạo diễn và nhà viết kịch bản người Hàn Quốc.
Ông ngay lập tức giành được thành công với phim đầu tay mang tên Bức tranh màu nước trong một ngày mưa vào năm 1989. Hai phim tiếp theo không mấy thành công nhưng sau đó ông đã có sự trở lại đầy ấn tượng khi là đạo diễn và kịch bản của phim Cô nàng ngổ ngáo, một trong những phim ăn khách nhất của Hàn Quốc năm 2001 và là phim hài có doanh thu cao nhất của Hàn Quốc. Năm 2004, ông tiếp tục đặt dấu ấn của mình với phim Ngọn gió yêu thương, một thành công của năm đó.
Kwak Jae-yong nổi tiếng với những câu chuyện tình yêu mà ông đặt vào các nhân vật có những tính cách khác nhau của mình.

## Các phim liên quan
- Watercolor Painting in a Rainy Day (1989) - đạo diễn & kịch bản
- Autumn Trip (1992) - đạo diễn & kịch bản
- Watercolor Painting in a Rainy Day 2 (1993) - đạo diễn & kịch bản
- Cô nàng ngổ ngáo (2001) - đạo diễn & kịch bản
- The Romantic President (2002) - kịch bản
- The Classic (2003) - đạo diễn & kịch bản
- Ngọn gió yêu thương (2004) - đạo diễn & kịch bản
- Ark (2004) - cốt truyện
- My Girl and I (2005) - kịch bản
- Daisy (2006) - kịch bản
- My Mighty Princess (2007) - đạo diễn & kịch bản
- Cyborg She (2008) - đạo diễn & kịch bản
- All About Women (2008) - kịch bản